# فینال جام حذفی فوتبال ایتالیا ۲۰۰۸
فینال جام حذفی فوتبال ایتالیا ۲۰۰۸ شصت و یکمین فصل از رقابت‌های کوپا ایتالیا بود. این مسابقه در ۲۴ مهٔ ۲۰۰۸ بین آ.اس. رم (مدافع عنوان قهرمانی) و اینتر میلان در ورزشگاه المپیک رم برگزار شد. درنهایت این باشگاه فوتبال آ.اس. رم بود که برای نهمین بار قهرمان کوپا ایتالیا شد.
این اولین بار از سال ۱۹۸۰ بود که فینال جام حذفی به‌صورت تک‌بازی و در زمین بی‌طرف برگزار شد.